# 鑽石港
鑽石港（Diamond Harbour），是印度西孟加拉邦South Twentyfour Parganas县的一个城镇。总人口37238（2001年）。

## 人口
该地2001年总人口37238人，其中男性19137人，女性18101人；0—6岁人口3840人，其中男1996人，女1844人；识字率71.94%，其中男性为76.88%，女性为66.73%。